# LPGA Tour 1978
Navigation
Édition précédente Édition suivante
Le LPGA Tour 1978 est la vingtième-neuvième édition du Ladies Professional Golf Association Tour (LPGA), circuit professionnel féminin de golf, qui se déroule du 10 février 1978 au 12 novembre 1978. Axé sur les États-Unis, le LPGA a entrepris la tenue de tournois hors du continent américain ces dernières saisons, ainsi cette saison voit des tournois programmés au Canada, en Angleterre, au Japon et en Malaisie. Cette vingtième-neuvième édition de ce circuit permet de proposer un certain nombre de tournois professionnels destinés aux femmes en dehors des compétitions amateurs. La volonté de la professionnalisation des golfeuses leur permet désormais de gagner de l'argent en jouant au golf.
Cette saison comporte trente-quatre tournois, soit deux de plus qu'en 1977, auxquels sont insérées des dotations financières en fonction du résultat de la golfeuse. Deux de ces tournois sont considérés comme « tournoi majeur » - le Championnat de la LPGA et l'Open américain - et sont considérés comme les plus prestigieux et difficiles à remporter.
L'Américaine Nancy Lopez collectionne toutes les récompenses. Elle est désignée « Joueuse de l'année de la LPGA » (« Player of the Year ») pour la première fois de sa carrière, gagne le classement des gains remporté avec des gains de 189 814 $ en remportant neuf victoires dont un tournoi majeur, le Championnat de la LPGA, ajoute le titre de meilleure débutante de l'année et enfin enlève le « Trophée Vare », récompensant la golfeuse ayant la moyenne de score la plus basse de la saison. L'autre tournoi majeur, l'Open américain est quant à lui remporté par Hollis Stacy.

## Histoire
Pour l'organisation de cette vingtième-neuvième édition, la majorité des tournois se disputent aux États-Unis mais de nombreux tournois sont programmés hors des États-Unis. Comme la saison précédente, le LPGA décide lors de l'édition 1978 d'organiser des tournois hors des frontières des États-Unis avec la tenue de tournois programmés au Canada, en Angleterre, au Japon et en Malaisie. La majorité des joueuses sont des golfeuses principalement américaines professionnelles et amateures mais la LPGA intègre quelques années des golfeuses étrangères. Le calendrier établi fait débuter la saison par le Classic de l'American Cancer Society en Floride remporté par Debbie Austin. Au cours de cette saison, bien que la majorité des tournois ont été remportés par des golfeuses américaines professionnelles, de nombreuses golfeuses non-américaines remportent des tournois : la Sud-Africaine Sally Little, la Canadienne Sandra Post, l'Australienne Jan Stephenson, l'Argentine Silvia Bertolaccini et la Japonaise Michiko Okada.
L'Américaine Nancy Lopez collectionne toutes les récompenses. Elle est désignée « Joueuse de l'année de la LPGA » (« Player of the Year ») pour la première fois de sa carrière, gagne le classement des gains remporté avec des gains de 189 814 $ en remportant neuf victoires dont un tournoi majeur, le Championnat de la LPGA, ajoute le titre de meilleure débutante de l'année et enfin enlève le « Trophée Vare », récompensant la golfeuse ayant la moyenne de score la plus basse de la saison. L'autre tournoi majeur, l'Open américain est quant à lui remporté par Hollis Stacy.

## Participantes à la saison LPGA 1978
Les participantes ont deux statuts. Certaines sont devenues professionnelles, et pour certaines avant la création de ce circuit, mais de nombreuses amateures prennent également part aux tournois sans toutefois pouvoir recevoir le montant des gains en raison de leur statut.
| Participantes    | Participantes    | Participantes      | Participantes       | Participantes       |
| Professionnelles | Professionnelles | Professionnelles   | Professionnelles    | Professionnelles    |
| ---------------- | ---------------- | ------------------ | ------------------- | ------------------- |
| Amy Alcott       | Debbie Austin    | Laura Baugh        | Silvia Bertolaccini | Jane Blalock        |
| Pat Bradley      | Murle Breer      | Vivian Brownlee    | Donna Caponi-Young  | JoAnne Carner       |
| Janet Coles      | Peggy Conley     | Clifford Ann Creed | Mary Dwyer          | Gloria Ehret        |
| Dot Germain      | Susan Lynn Grams | Shelley Hamlin     | Pam Higgins         | Hisako Higuchi      |
| Joyce Kazmierski | Judy Kimball     | Betsy King         | Bonnie Lauer        | Sally Little        |
| Nancy Lopez      | Cathy Mant       | Kathy Martin       | Debbie Massey       | Margie Masters      |
| Kathy McMullen   | Pat Meyers       | Sharon Miller      | Mary Mills          | Michiko Okada       |
| Sandra Palmer    | Sandra Post      | Penny Pulz         | Judy Rankin         | Alexandra Reinhardt |
| Sue Roberts      | Sandra Spuzich   | Hollis Stacy       | Jan Stephenson      | Tu Ai-yu            |
| Jo Ann Washam    | Donna White      | Kathy Whitworth    | Nayoko Yoshikawa    |                     |
| Amateures        |                  |                    |                     |                     |
| Beth Daniel      |                  |                    |                     |                     |

## Classements saison 1978

### Tableau des gains («Money list»)
Le tableau ci-dessous est le classement des golfeuses par gains obtenus sur cette saison 1978. Le classement par gains est remporté par Nancy Lopez avec 189 814 $ remportés.
| Cla. | Golfeuses          | Gains     | Victoires |
| ---- | ------------------ | --------- | --------- |
| 1    | Nancy Lopez        | 189 814 $ |           |
| 2    | Pat Bradley        | 118 057 $ |           |
| 3    | Jane Blalock       | 117 768 $ |           |
| 4    | JoAnne Carner      | 108 092 $ |           |
| 5    | Donna Caponi-Young | 95 993 $  |           |
| 6    | Hollis Stacy       | 95 800 $  |           |
| 7    | Sandra Post        | 92 118 $  |           |
| 8    | Sally Little       | 84 895 $  |           |
| 9    | Amy Alcott         | 75 516 $  |           |
| 10   | Penny Pulz         | 71 011 $  |           |

### Trophée Vare («Vare Trophy»)
Le tableau ci-dessous est le classement des golfeuses par scores les plus bas sur cette saison 1978.
| Cla. | Golfeuses   | Moyenne |
| ---- | ----------- | ------- |
| 1    | Nancy Lopez |         |